# John Lackey
John Derran Lackey (né le 23 octobre 1978 à Abilene, Texas, États-Unis) est un ancien lanceur droitier de la Ligue majeure de baseball. 
Il remporte la Série mondiale 2002 avec les Angels d'Anaheim et la Série mondiale 2013 avec les Red Sox de Boston. En 2007, il représente les Angels au match des étoiles. Après la saison 2014, il est le meneur parmi les joueurs en activité du baseball majeur pour le nombre de manches lancées en séries éliminatoires,.

## Carrière

### Angels de Los Angeles

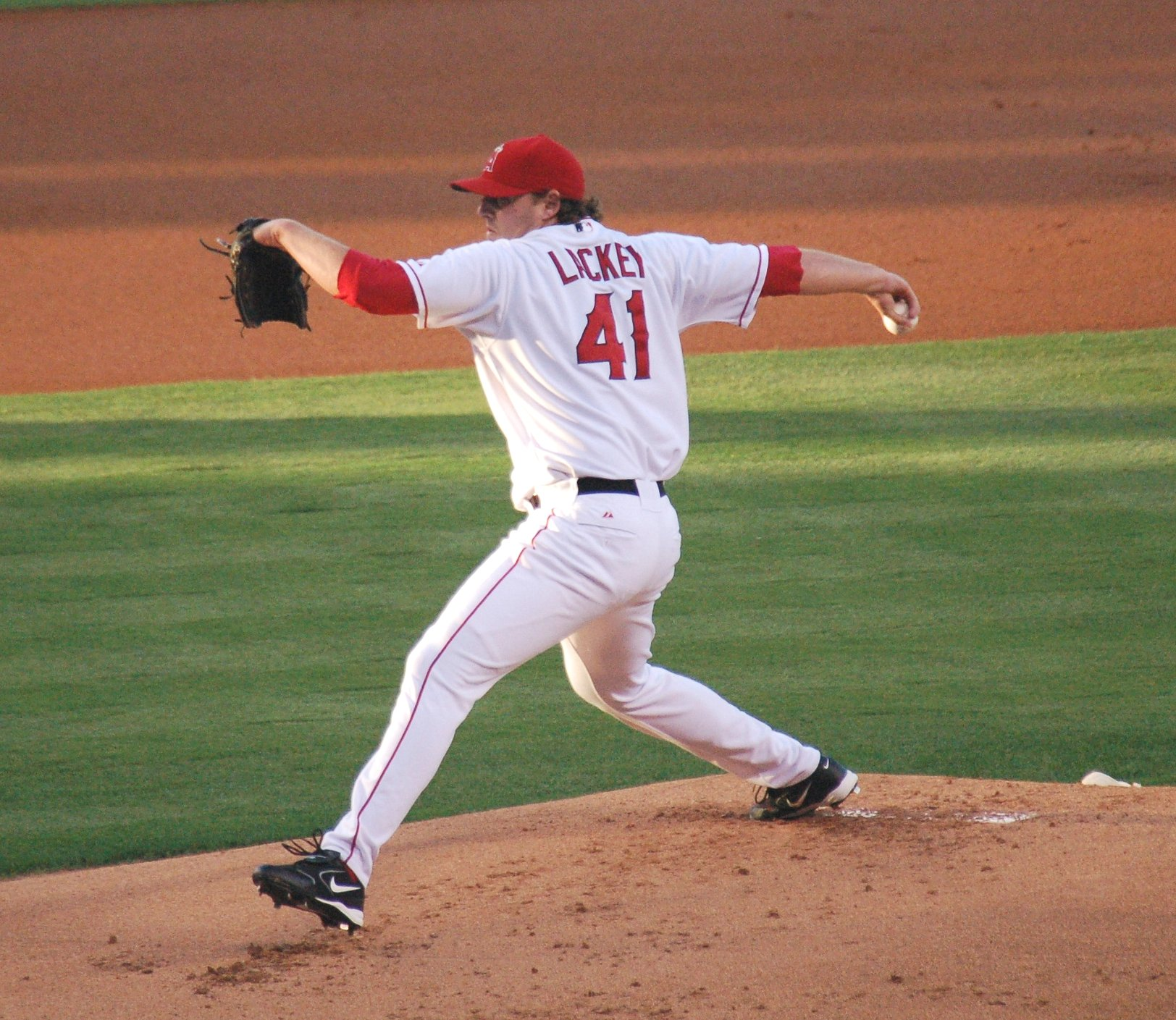
John Lackey en 2006 avec les Angels.

Après des études secondaires à la Abilene High School d'Abilene (Texas), John Lackey suit des études supérieures à la Grayson County College et à l'Université du Texas. Il est repêché le 2 juin 1999 par les Angels de Los Angeles au deuxième tour de sélection. 
Lackey passe quatre saisons en Ligues mineures avant d'effectuer ses débuts en Ligue majeure le 24 juin 2002. Il enregistre son premier succès au plus haut niveau le 30 juin 2002 à l'occasion d'un match interligue contre les Dodgers de Los Angeles.

### Red Sox de Boston

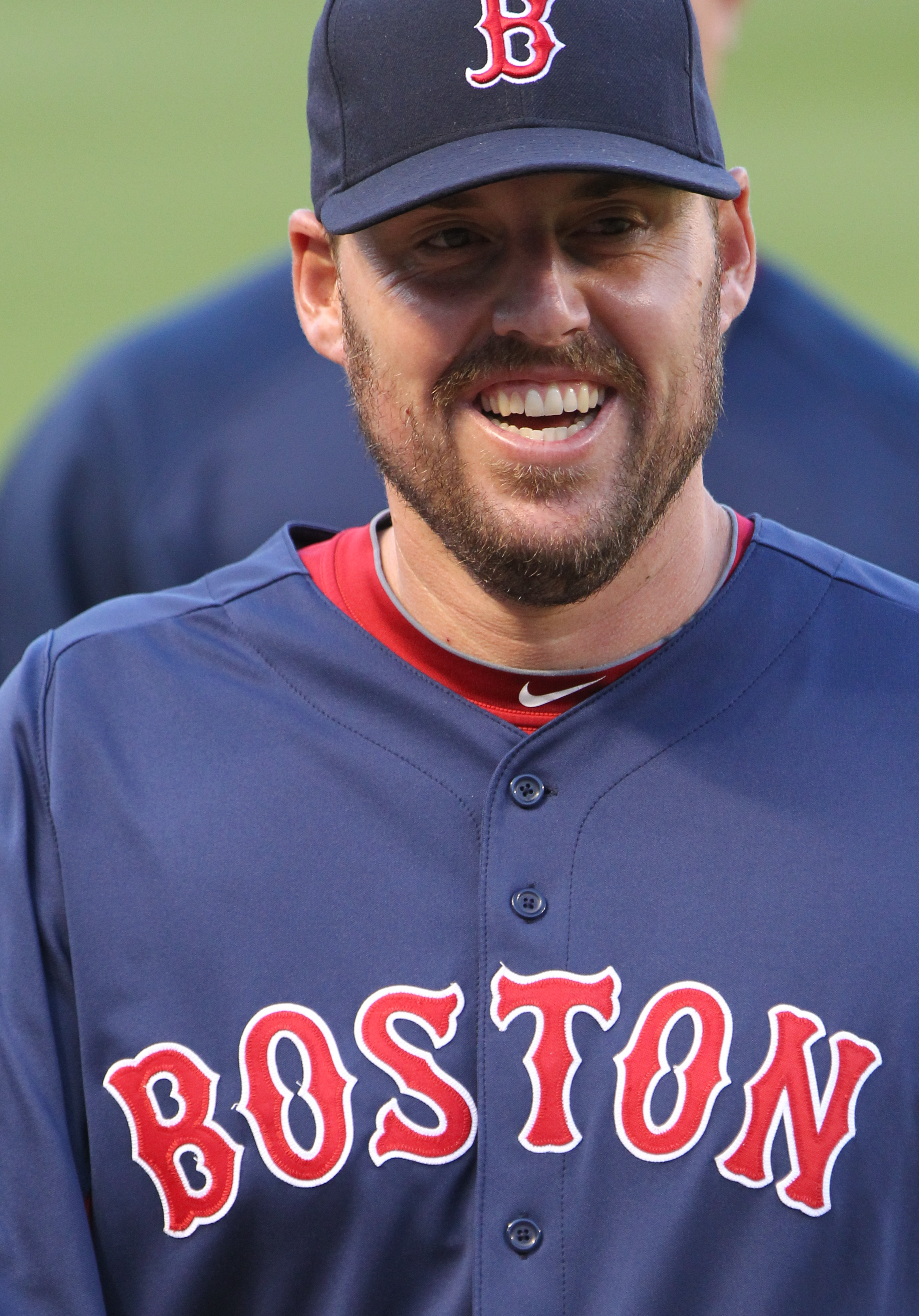
John Lackey en 2011 avec les Red Sox de Boston.

Après huit saisons avec les Angels, Lackey les quitte après la saison 2009. Devenu agent libre, il signe un contrat de cinq ans pour 82,5 millions de dollars avec les Red Sox de Boston le 15 décembre 2009.
Il connaît une difficile saison 2011 avec les Red Sox, encaissant autant de défaites (12) que de victoires et montrant une moyenne de points mérités très élevée à 6,41. En octobre 2011, il est annoncé que Lackey subira une opération au coude et ratera toute la saison de baseball 2012.
De retour au jeu en 2013, il enregistre une bonne saison pour Boston avec une moyenne de points mérités de 3,52 en 29 départs et 189 manches et deux tiers lancées. C'est sa meilleure moyenne depuis 2007. Il remporte 10 victoires contre 13 défaites. En Série de championnat 2013 de la Ligue américaine, sa superbe performance dans le 3e match entre Boston et les Tigers de Détroit donne la réplique à son adversaire Justin Verlander et, avec seulement 4 coups sûrs accordés, aucun point ou but-sur-balles, et 8 retraits sur des prises en 6 manches et deux tiers lancées, il est le lanceur gagnant dans une victoire de 1-0 des Sox.

### Cardinals de Saint-Louis

#### Saison 2014
Le 31 juillet 2014, les Red Sox échangent Lackey aux Cardinals de Saint-Louis contre le lanceur droitier Joe Kelly et le voltigeur Allen Craig. Lackey remporte 14 victoires contre 10 défaites avec une moyenne de points mérités de 3,82 en 198 manches lancées en 2014. Ses 21 premiers départs sont avec Boston, où il maintient une moyenne de 3,60. Il accorde 4,30 points mérités par partie à ses 10 départs suivants avec les Cardinals. De retour au sein d'un club qualifié pour les éliminatoires, il est le lanceur partant du 3e match de la Série de divisions entre Saint-Louis et les Dodgers de Los Angeles et mérite la victoire. Comptant 117 manches lancées en carrière après l'élimination des Cardinals, Lackey a dépassé CC Sabathia et est devenu le meneur pour les manches lancées en éliminatoires parmi les joueurs en activité dans le baseball majeur.

#### Saison 2015

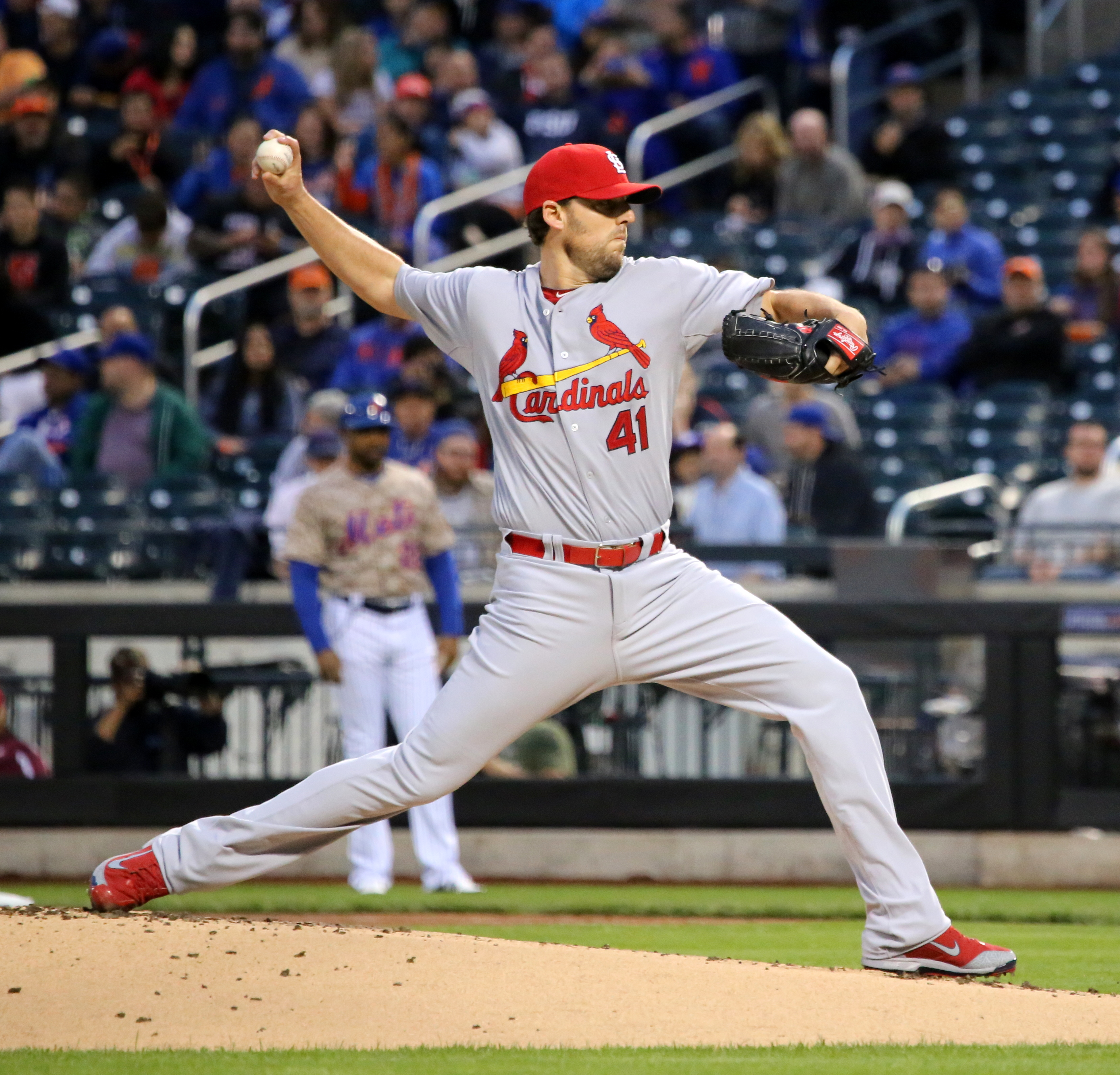
John Lackey avec Saint-Louis en 2015.

En 2015, à 36 ans, Lackey amorce 33 parties, un sommet dans la Ligue nationale. Il lance 218 manches, le second plus haut total de sa carrière après sa saison 2007 de 224 manches pour les Angels. Gagnant de 13 matchs pour Saint-Louis, il maintient la meilleure moyenne de points mérités de sa carrière : 2,77. Ses 175 retraits sur des prises représentent son 3e plus haut total en une année et son ratio de 7,2 retraits au bâton par 9 manches lancées est fidèle à sa moyenne en carrière. Il termine 9e du vote annuel désignant le gagnant du trophée Cy Young du meilleur lanceur.
Il effectue deux départs face aux Cubs de Chicago dans la Série de division entre les deux clubs, premier affrontement entre ces rivaux historiques dans les éliminatoires. Dans le premier match, joué à Saint-Louis le 9 octobre, Lackey est le lanceur gagnant du seul match remporté par les Cardinals dans cette série. Opposé à son ancien coéquipier des Red Sox et ami personnel Jon Lester, Lackey n'alloue que deux coups sûrs en 7 manches dans une victoire de 4-0. Le 13 octobre, les Cardinals faisant face à l'élimination, Lackey grimpe sur le monticule avec seulement 3 jours de repos, ce qu'il n'avait pas fait depuis 10 ans,. Sa dernière sortie pour Saint-Louis ne dure que 3 manches : il est retiré du match après avoir donné 4 points, mais ne reçoit finalement pas de décision dans ce match qui confirme la victoire des Cubs sur les Cardinals.
Après la saison 2015, Lackey refuse l'offre qualitative de 15,8 millions de dollars pour la saison 2016 offerte par les Cardinals et préfère tester le marché des joueurs autonomes.

### Cubs de Chicago
Le 8 décembre 2015, Lackey signe un contrat de 32 millions de dollars pour deux saisons avec les Cubs de Chicago.

## Statistiques
| Saison | Équipe    | G   | GS  | CG | SHO | V   | D  | SV | IP     | SO   | ERA  |
| ------ | --------- | --- | --- | -- | --- | --- | -- | -- | ------ | ---- | ---- |
| 2002   | LA Angels | 18  | 18  | 1  | 0   | 9   | 4  | 0  | 108.1  | 69   | 3,66 |
| 2003   | LA Angels | 33  | 33  | 2  | 2   | 10  | 16 | 0  | 204.0  | 151  | 4,63 |
| 2004   | LA Angels | 33  | 32  | 1  | 1   | 14  | 13 | 0  | 198.1  | 144  | 4,67 |
| 2005   | LA Angels | 33  | 33  | 1  | 0   | 14  | 5  | 0  | 209.0  | 199  | 3,44 |
| 2006   | LA Angels | 33  | 33  | 3  | 2   | 13  | 11 | 0  | 217.2  | 190  | 3,56 |
| 2007   | LA Angels | 33  | 33  | 2  | 2   | 19  | 9  | 0  | 224.0  | 179  | 3,01 |
| 2008   | LA Angels | 24  | 24  | 3  | 0   | 12  | 5  | 0  | 163.1  | 130  | 3,75 |
| 2009   | LA Angels | 27  | 27  | 1  | 1   | 11  | 8  | 0  | 176.1  | 139  | 3,83 |
| 2010   | Boston    | 33  | 33  | 0  | 0   | 14  | 11 | 0  | 215.0  | 156  | 4,40 |
| Totaux | Totaux    | 267 | 266 | 14 | 8   | 116 | 82 | 0  | 1716.0 | 1357 | 3,89 |

| Saison | Équipe    | G  | GS | CG | SHO | V | D | SV | IP   | SO | ERA  |
| ------ | --------- | -- | -- | -- | --- | - | - | -- | ---- | -- | ---- |
| 2002   | LA Angels | 5  | 3  | 0  | 0   | 2 | 0 | 0  | 22.1 | 17 | 2,42 |
| 2005   | LA Angels | 3  | 3  | 0  | 0   | 0 | 1 | 0  | 16.1 | 12 | 4,41 |
| 2007   | LA Angels | 1  | 1  | 0  | 0   | 0 | 1 | 0  | 6.0  | 4  | 6,00 |
| 2008   | LA Angels | 2  | 2  | 0  | 0   | 0 | 1 | 0  | 13.2 | 6  | 2,63 |
| 2009   | LA Angels | 3  | 3  | 0  | 0   | 1 | 1 | 0  | 19.2 | 14 | 3,20 |
| Totaux | Totaux    | 14 | 12 | 0  | 0   | 3 | 4 | 0  | 78.0 | 53 | 3,12 |

Note : G = Matches joués ; GS = Matches comme lanceur partant ; CG = Matches complets ; SHO = Blanchissages ; 
V = Victoires ; D = Défaites ; SV = Sauvetages ; IP = Manches lancées ; SO = Retraits sur des prises ; ERA = Moyenne de points mérités.